# Alan Brooke
Alan Francis Brooke, primer vizconde Alanbrooke  (Bagnères-de-Bigorre, Francia; 23 de julio de 1883-Hartley Wintney, Hampshire; 17 de junio de 1963), fue un militar británico, jefe del Estado Mayor durante la Segunda Guerra Mundial ascendido a mariscal de campo en 1944. 

## Primeros años
Brooke nació en Bagnères-de-Bigorre el 23 de julio de 1883, en el seno de una prominente familia norirlandesa. Se educó en Francia, donde residió hasta los 16 años, momento en que ingresó en la Royal Military Academy, en Woolwich. Durante la Primera Guerra Mundial sirvió en la Royal Artillery en Francia, finalizando el conflicto con el rango de teniente coronel. En el periodo de entreguerras, fue profesor en el Staff College, Camberley y el Imperial Defence College, donde conoció a la mayoría de los que serían los más prominentes comandantes británicos durante la Segunda Guerra Mundial.

## Segunda Guerra Mundial

Lord Alanbrooke (primero por la izquierda), Winston Churchill (centro) y Bernard Law Montgomery (derecha) en Normandía, el 12 de junio de 1944 (Día D+7).

Tras el estallido de la guerra, Brooke comandó el II Cuerpo de la Fuerza Expedicionaria Británica estacionada en Francia, con el que penetró en Bélgica y se vio luego forzado a retroceder hasta la costa durante la invasión alemana de Francia. Jugó un papel destacado en la evacuación de las tropas Aliadas de Dunkerque.
En julio de 1940, recibió el encargo de sustituir al general sir Edmund Ironside al mando de las Fuerzas de Defensa Británicas, junto con el encargo de ejecutar los preparativos antiinvasión británicos durante la Segunda Guerra Mundial. En diciembre de 1941 fue nombrado jefe del Estado Mayor Imperial; más adelante fue nombrado también miembro del Comité de Jefes de Estado Mayor, conservando ambos puestos hasta su retiro en 1946. 
Durante la mayor parte de la Segunda Guerra Mundial, Brooke fue el principal asesor militar del primer ministro sir Winston Churchill, del Gabinete de Guerra y de los aliados de Gran Bretaña. Como Jefe del Estado Mayor Imperial (Chief of the Imperial General Staff, o CIGS), Brooke era el jefe funcional del ejército británico, así como miembro del Comité de Jefes de Estado Mayor, lo que le convertía en el responsable de la dirección estratégica general del esfuerzo de guerra británico. Aunque puede parecer una tarea poco relacionada con el éxito de los aliados, merece la pena recordar que Brooke era (entre otras cosas) el responsable de designar a los generales que debían liderar cada fuerza británica, así como los hombres y material asignados a cada uno. En ese sentido hizo prevalecer su opinión casi siempre frente a Churchill, que como ministro de Defensa era el firmante final de los nombramientos.
En 1941 se le ofreció el mando de las fuerzas británicas en Oriente Medio, pero lo declinó argumentando que era el general que sabía manejar mejor al primer ministro Churchill, de quien dijo que «frecuentemente parece vulnerable a consejos erróneos por parte de gente no cualificada». Propuso en su lugar al General sir Claude Auchinleck, quien realizó un espectacular papel contra las fuerzas Italianas hasta la llegada de Erwin Rommel al mando del Afrika Korps.
En 1942, Brooke se unió a la Junta Combinada de Jefes de Estado Mayor Aliados, ubicada en Washington D. C.. Más adelante se mostraría defraudado por el hecho de perder el mando conjunto de la Operación Overlord  en favor del general americano Dwight D. Eisenhower, aunque siempre mantuvo unas relaciones cordiales con el mismo.

## Retiro y últimos años
Tras retirarse en 1946, trasladó su residencia habitual a Hartley Wintney, Hampshire, donde falleció y fue enterrado en 1963. Durante su retiro sirvió como Lord Alto Condestable de Inglaterra durante la coronación de la reina Isabel II del Reino Unido en 1953. También ocupó el cargo de Canciller (rector) de la Queen's University Belfast desde 1949 hasta su muerte.

## Títulos y premios
Brooke, que ya era Sir por herencia familiar, recibió el título nobiliario de barón Alanbrooke, de Brookeborough, County Fermanagh (Irlanda del Norte) en 1945, como premio a los servicios prestados durante la Segunda Guerra Mundial, al igual que muchos otros altos comandantes británicos. Este fue expandido a vizconde Alanbrooke en 1946.
Durante la Primera Guerra Mundial recibió la Orden al Servicio Distinguido. En 1940 fue nombrado caballero gran cruz de la Orden del Baño por su actuación en Francia. En 1946, acabada la guerra, fue nombrado caballero de la Orden de la Jarretera y fue hecho miembro de la Orden del Mérito. En 1953 recibió la Gran Cruz de la Orden de la Liga y fue nombrado caballero gran cruz de la Real Orden Victoriana.

## Diarios de Guerra
Sus Diarios de Guerra fueron publicados inicialmente en 1957, en una versión fuertemente censurada (el propio Brooke había escrito en su contraportada: «Bajo ningún concepto debe publicarse el contenido de este libro»). No es hasta el año 2001 en que aparece una versión íntegra del diario, que atrajo enormemente la atención de los historiadores por su visión de las interioridades del esfuerzo de guerra británico, así como sus comentarios sobre Winston Churchill y otras figuras prominentes de la época, en ocasiones de forma muy crítica.
De esa versión moderna surge, por ejemplo, el descubrimiento de que Alanbrooke sintió una fuerte decepción cuando se le desestimó para liderar el ataque aliado a Normandía en favor de Eisenhower, por la razón (principalmente política) de que eran los norteamericanos quien aportaban a la invasión más hombres y material. También es una gran sorpresa la animadversión por Churchill que Alanbrooke sintió. Es significativo que tanto durante la época como en años posteriores Alanbrooke se negase a que sus comentarios más críticos fueran publicados. El mismo autor dejó escrito en varias notas y cartas que sus diarios deben ser leídos con la perspectiva de la gran presión bajo la que fueron escritos, así como la certeza de que nunca se verían tales opiniones fuera de esas páginas.